# Geologia della zona del Bryce Canyon

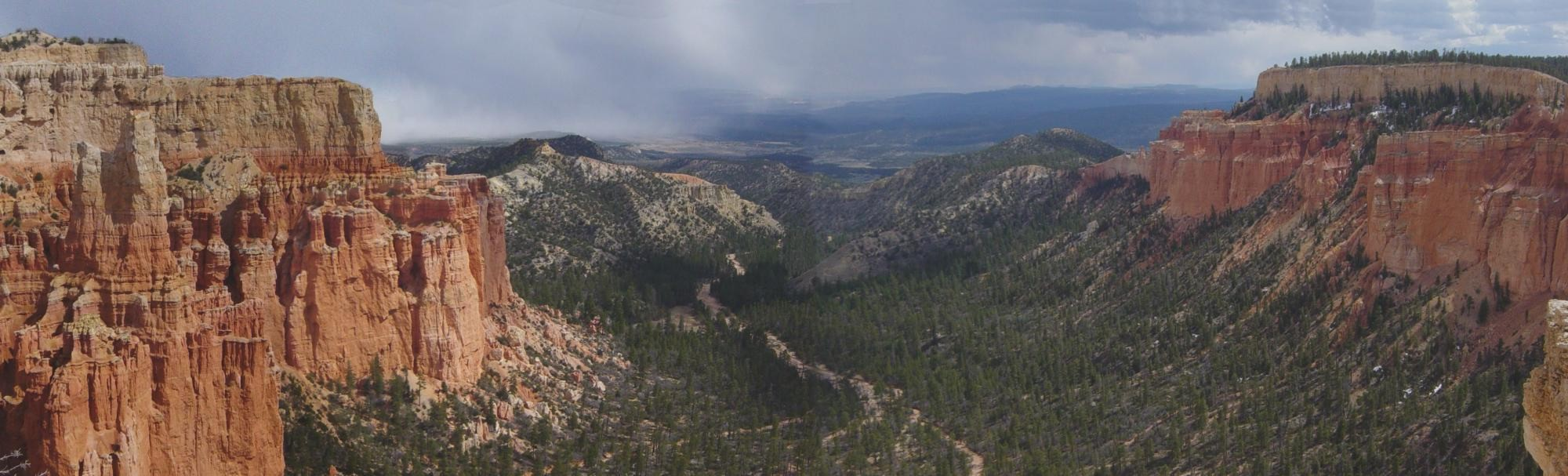
La Paria View domina un ruscello intermittente che scorre verso il fiume Paria, circa 13 km a est. A circa 3 km di distanza si trova la Faglia di Paunsaugunt; una faglia normale lungo la quale la valle del fiume Paria sta sprofondando da un lato mentre l'Altopiano di Paunsaugunt si solleva dall'altro. I dirupi di colore rosa, le rientranze e gli anfiteatri lungo la faccia orientale erosa dell'altopiano espongono la Formazione di Claron, approssimativamente di 50 milioni di anni.

La geologia della zona del Bryce Canyon nello Utah (Stati Uniti d'America) mostra per la parte esposta una registrazione di deposizioni che copre l'ultima parte del Periodo cretacico e la prima metà dell'Era cenozoica in quella parte del Nord America. L'antico ambiente deposizionale della regione intorno a quello che è ora il Parco nazionale del Bryce Canyon variò dal mare caldo poco profondo (chiamato Mare interno occidentale o Canale cretacico) nel quale furono depositati l'Arenaria Dakota e lo Scisto del Tropico, ai ruscelli e ai laghi freddi che contribuirono alla sedimentazione della colorata Formazione Clarion che domina gli anfiteatri del parco.
Si crearono anche altre formazioni, ma furono per la maggior parte erose in seguito al sollevamento dell'orogenesi laramide che iniziò intorno a 70 milioni di anni fa (Ma). Questo evento creò le Montagne Rocciose lontano a est e contribuì a chiudere il mare che copriva l'area. Una gran parte del Nord America occidentale iniziò ad allungarsi nella topografia limitrofa del Basin and Range intorno a 15 Ma. Sebbene non faccia parte di questa regione, la grande area del Bryce fu allungata negli altopiani dalle stesse forze. Il sollevamento degli Altopiani del Colorado e l'apertura del Golfo di California verso 5 Ma mutarono il drenaggio del fiume Colorado e dei suoi affluenti, compreso il fiume Paria, che sta erodendo verso la foce tra due altopiani adiacenti al parco. Il sollevamento causò la formazione di giunti verticali che furono in seguito erosi in via preferenziale per formare i pinnacoli verticali isolati chiamati camini delle fate (hoodoos in inglese), i calanchi e i monoliti che vediamo oggi.
Le formazioni esposte nell'area del parco fanno parte della Grande scalinata (Grand Staircase). I membri più vecchi di questa supersequenza di unità rocciose sono esposti nel Grand Canyon, quelli intermedi nel Parco nazionale di Zion, e le parti più vecchie sono poste scoperte nella zona del Bryce Canyon. Una piccola quantità di sovrapposizione si verifica dentro e intorno a ogni parco.

## Grande Scalinata

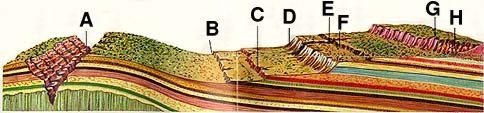
Grand Canyon (A), Chocolate Cliffs (B), Vermilion Cliffs (C), White Cliffs (D), Zion Canyon (E), Gray Cliffs (F), Pink Cliffs (G), Bryce Canyon (H)

Le rocce esposte nel Bryce Canyon sono di circa 100 milioni di anni più giovani di quelle nel vicino Parco nazionale di Zion, e le rocce esposte a Zion sono più giovani di quelle nel Grand Canyon a sud.
Ci sono, tuttavia, unità rocciose condivise fra tutti e tre, che creano una supersequenza di formazioni che i geologi chiamano la Grande Scalinata (Grand Staircase). Insieme le formazioni della Grande Scalinata registrano quasi 2.000 milioni di anni della storia della Terra. Le formazioni del Bryce Canyon sono le più giovani unità conosciute della Grande Scalinata. Unità rocciose più giovani, se mai sono esistite, sono state rimosse dall'erosione.

## Mare interno occidentale

### Avanzamento
Nel Cretacico, un canale poco profondo si allungava all'interno del Nord America dal Golfo del Messico a sud fino allo Utah e in seguito fino all'Oceano Artico all'estremo nord. I geologi chiamano questo mare poco profondo Canale cretacico o Mare interno occidentale. Il mare divideva il Nord America in due metà: una porzione orientale dominata dai già antichi Monti Appalachi e una parte occidentale composta principalmente dai Monti Sevier sempre in crescita; formata da un sovrascorrimento poco profondo causato dall'orogenesi di Sevier. Poiché la linea costiera si spostò avanti e indietro, la zona di Bryce passò alternativamente dal fare parte della terra emersa di Sevier al fare parte del Mare interno occidentale. Come risultato, strati alternati di sedimenti non marini, intermareali e marini giacciono l'uno in cima all'altro.
Conglomerati, siltiti e arenarie ricche di fossili, che insieme sono spesse fino a 90 m, segnano l'arrivo del Mare interno occidentale. Chiamata Arenaria Dakota (Dakota Sandstone), è la più antica formazione esposta nella zona del Bryce Canyon, a parte quella più giovane esposta nella zona dei canyon di Zion e Kolob a sudovest. Abbondanti quantità di foresta fossile, letti di ostriche contenenti milioni di fossili e carbone si trovano tutti nel Dakota. Nella zona del Bryce Canyon, questa formazione si può vedere nella Valle del Paria dove si presenta come sabbia in una coltre litificata che probabilmente si accumulò sulle spiagge, nelle lagune e in vaste paludi che producevano carbone quando il Mare interno occidentale superò (avanzò verso l'entroterra) la regione e in seguito si ritirò. Esso poggia in modo discordante su formazioni giurassiche che non sono esposte nelle immediate vicinanze (vedi Geologia della zona di Zion e Kolob per una discussione su questi sedimenti più vecchi).
Fango e silt furono depositati in cima alla Formazione del Dakota quando il canale divenne sempre più profondo e più calmo nella zona. Lo Scisto del Tropico risultante, che varia dal grigio scuro al nero, registra la massima trasgressione del canale nello Utah ed è spesso 300 m nell'Anfiteatro del Paria. Esso forma i calanchi privi di vegetazione visti nella Valle del Tropico ed è forse la formazione più ricca di fossili dell'area; contiene numerose ammoniti con il guscio diritto e a spirale.

### Ritiro
Il Mare interno occidentale si stava già ritirando a est e a sud quando fu depositata la Formazione delle Straight Cliffs, spessa localmente 500 m. I suoi membri rappresentano vari stadi di questo processo. L'arenaria che forma il dirupo del Tibbet Canyon Member fu depositata in modo concordante lo Scisto del Tropico in ambienti marini poco profondi e in seguito vicino alla costa. Scisto e arenaria provenienti dallo Smoky Hollow Member furono depositati in cima al suo strato basale di fango indurito, ricco di carbone, nelle paludi e nelle lagune costiere sulla costa del mare interno. Mentre gli strati alternati di scisto e arenaria mescolati con i massicci depositi di carbone del John Henry Member furono deposti in paludi, lagune e ambienti fluviali, un membro, il Drip Tank, non si trova nella zona del Bryce Canyon. Questa formazione si erode in dirupi e scarpate quasi impossibili da scalare di arenarie che vanno dal biancastro al giallo-grigio con strati interposti, relativamente sottili, di scisto e arenaria. Nelle parti inferiori della formazione si trovano glossopetre.
I laghi e i fiumi che scorrevano verso est divennero il luogo predominante di deposito per il sedimento che seguì al ritiro del Mare interno occidentale. Gli sciati e le arenarie della Formazione di Wahweap, spessa localmente 200 m, furono depositati in acque mosse (ambiente fluviale). Questa formazione fa parte delle Grey Cliffs della Grande Scalinata menzionata precedentemente. Essa contiene abbondanti fossili di vertebrati, compresi dinosauri come gli adrosauri.

## Deposizione continentale

### Sollevamento ed erosione delle pianure alluvionali

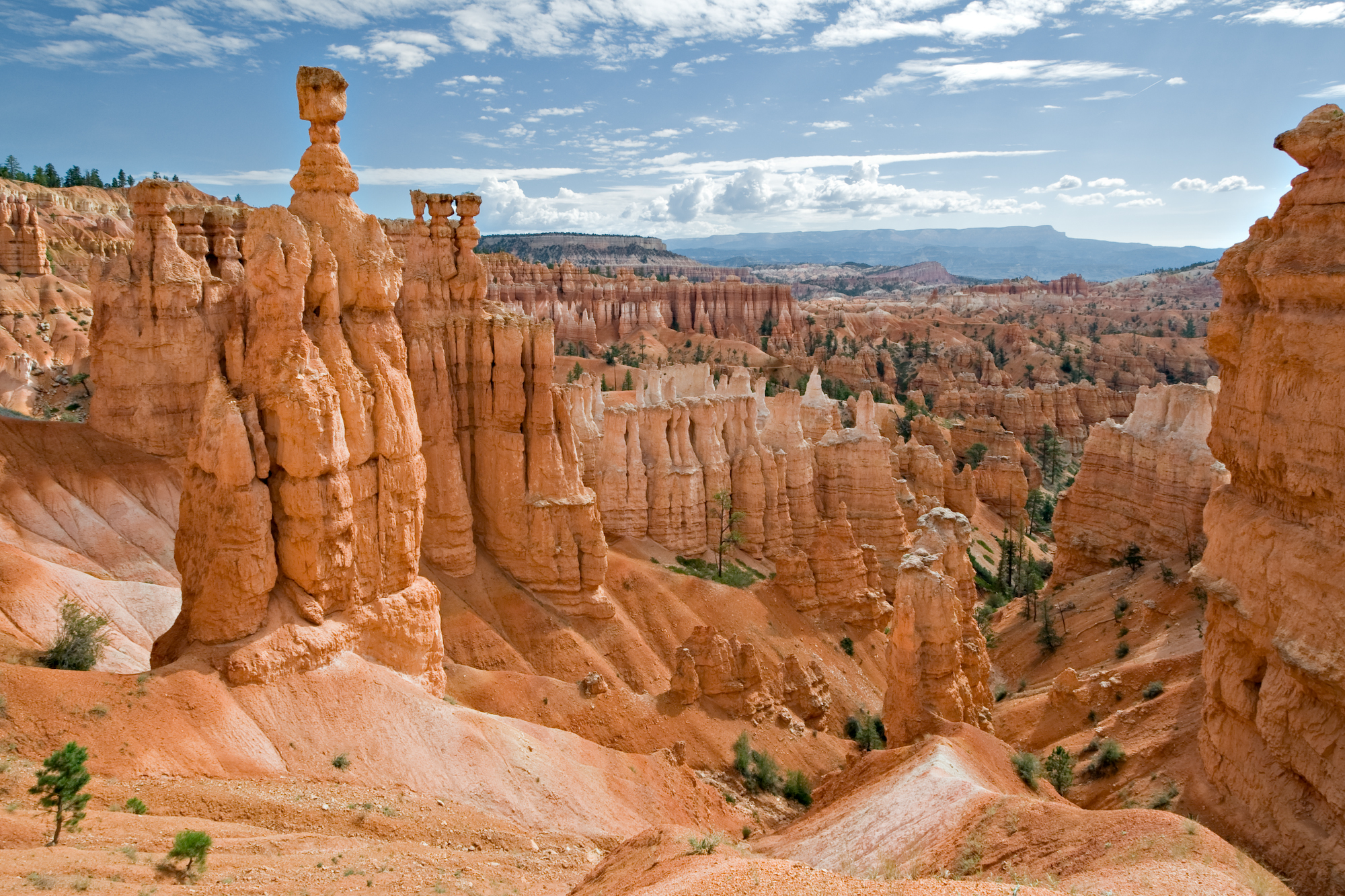
Camini delle fate (Hoodoos) nella Formazione di Claron, Bryce Canyon

Una pianura alluvionale attraversata da fiumi e da laghi si sviluppò nell'area. Fango e sabbia si accumularono in questo ambiente per divenire le arenarie e i fanghi induriti grigi della Formazione di Kaiparowits. Questa formazione è spessa fino a 30 m nell'area del Bryce Canyon, ma altre parti dei Kaiparowits nella regione hanno uno spessore di parecchie decine di metri. Due formazioni, il Canaan Peak e Pine Hollow, poggiano in cima ai Kaiparowits altrove nella regione, ma sono assenti nell'area del Bryce Canyon. Le arenarie e i conglomerati di queste formazioni registrano l'inizio della deposizione nei torrenti e nei fiumi nell'epoca del Paleocene.
Il sollevamento causato da un episodio di formazione montuosa chiamato orogenesi laramide durò dal tardo Cretacico intorno a 70 Ma al primo Paleocene. Questo innalzò i territori montuosi un tempo più bassi verso l'alto mentre i bacini situati in basso tra di essi sprofondarono gradualmente. La compressione dell'evento laramide deformò la terra nella zona per formare l'Anticlinale del Bryce Canyon con una inclinazione fino a 5°. Tutte le formazioni di Canaan Peak, Pine Hollow, Kaiparowits e Waheap, insieme a parte delle sottostanti Straight Cliffs, furono rimosse dalla cresta dell'anticlinale dall'erosione prima che fosse depositata la Formazione Claron. Esiste perciò una discordanza angolare lungo la cresta dell'anticlinale. Il parco poggia anche sul fianco occidentale, dolcemente digradante, del sollevamento di Kaibab, che fu formato anch'esso come risultato dell'orogenesi laramide.

### Pianura alluvionale e sistema dei laghi di Claron
Il sollevamento derivante dalla laramide si interruppe brevemente nell'Eocene. Torrenti sinuosi scorsero sulle pianure risultanti e quasi anonime. Periodiche ma estese alluvioni inondavano grandi aree forse una volta ogni 1.000 anni; spargendo fango, ciottoli e sabbia fine sulle pianure. L'erosione incise questi depositi tra gli eventi alluvionali e la crescita delle piante fu abbondante. L'ossidazione del ferro nel fango e nel silt trasformò il suolo in ematite, dandole una tonalità rosa e rossa. Questi sedimenti furono in seguito litificati nel Pink Member ("Membro Rosa"), spesso fino a 200 m, della Formazione di Claron (precedentemente chiamata Formazione di Wasatch) dell'età dell'Eocene. I conglomerati canalizzati di questo membro si possono vedere facilmente nel Red Canyon insieme alla Strada Statale 12 (State Route 12) dove il silt e le arenarie compongono la maggior parte delle fragili e colorite spire del parco chiamate camini delle fate (hoodoos). Il geologo Clarence Dutton chiamò il membro inferiore, ricco di ossido di ferro, della Claron la serie delle Pink Cliffs ("dirupi rosa") a causa del suo aspetto colorito.

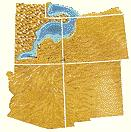
Sistema dei laghi della Claron

Un grande sistema di laghi poco profondi ma espansivi e di delta fluviali associati copriva parecchie migliaia di chilometri quadrati di quello che è ora il Colorado nordoccidentale, lo Utah e il Wyoming sudoccidentali. Questi laghi esistettero dal Paleocene a metà Oligocene, ma non si diffusero nella zona del Bryce Canyon fino al periodo dell'Eocene. Grandi quantità di sedimenti dei fondali lacustri furono depositati in questo sistema durante i 20 milioni di anni della sua esistenza da circa 60 a 40 Ma. Il cambiamento e i cicli climatici fecero sì che i laghi del sistema si espandessero e si contraessero nel tempo. Quando facevano così, lasciavano fondali di diverso spessore e composizione accumulati l'uno sopra all'altro;
- vari depositi di sabbia e ciottoli vicino alla riva,
- fanghi poveri di calcio più lontano dalla riva,
- fango ricco di calcio in acque più profonde, e
- semplici fanghiglie calcinose furono depositate nelle acque più profonde.

Le fanghiglie calcinose e il fango furono in seguito litificati nel calcare e nella siltite interposta del White Member ("Membro Bianco") della Claron (spesso fino a 90 m). Questo membro si erode in monoliti di colore bianco che si trovano soltanto alle altitudini più elevate dell'Altopiano di Paunsaugunt. I fossili sono rari nel White Member e consistono principalmente di chiocciole e vongole, indicando che i laghi sostentavano le piccole forme di vita. La maggior parte degli archi e dei ponti naturali del parco, compreso il famoso Ponte Naturale (National Bridge), furono scavati dai fondali di arenaria della Claron.

### Vulcaniti di Marysvale
Una lacuna nella registrazione geologica conseguente alla deposizione della Formazione di Claron fu interrotta da 34 a 31 Ma da eruzioni provenienti dal vicino campo vulcanico di Marysvale, che è localizzato a nordovest del parco. La cenere vulcanica e la lava di questi flussi si trovano a meno di 30 km dal Bryce Canyon, ma è probabile che almeno una parte del materiale vulcanico sia stata depositata direttamente nella zona del parco, solo per essere rimossa in seguito dall'erosione.
La maggior parte dell'attività presso il campo vulcanico di Marysvale ebbe luogo durante tre intervalli separati: ~34–22 Ma, 22–14 Ma e 9–5 Ma. Nel primo intervallo furono eruttate daciti e andesiti sopra un batolite in evoluzione. La cenere ricca di cristalli della caldera di Three Creeks, vecchia di 27 milioni di anni (Ma), della caldera di Big John, vecchia di 24 Ma, e della caldera di Monroe Park, vecchia di 23 Ma, si indurirono in tufo. Il secondo e terzo intervallo videro eruzioni di grandi quantità di rioliti. Riolite ricca di alcali eruttò nel secondo intervallo dalla caldera del Monte Belknap, vecchia di 19 Ma.
Il campo vulcanico di Marysvale collassò sotto il proprio peso intorno a 20 Ma; probabilmente a causa della debolezza nelle evaporiti della Formazione del Carmel circa 2.000 m sotto. Il piegamento e il fagliamento della Formazione di Claron derivanti dal collasso crearono la spinta di Ruby's Inn. Fu anche creata una lieve depressione tellurica che corre da est a ovest e perpendicolarmente al moto di spinta, chiamata la sinclinale di Bryce. L'attività vulcanica nell'area di Marysvale e Bryce cessò circa 500,000 anni fa. Rocce basaltiche della stessa età si possono vedere lungo la Faglia di Sevier vicino all'entrata del Red Canyon; le rocce vulcaniche di colore scuro somo state spostate dalla faglia di circa 300 m e sono ora a diretto contatto con la Formazione di Claron, molto più antica.

## Tettonica del Tardo Cenozoico

### Formazione dei Grandi Altopiani

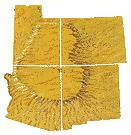
Mappa degli Altopiani del Colorado

Furono deposte unità rocciose più giovani, ma furono per la maggior parte rimosse dalla successiva erosione accelerata dai sollevamenti. Gli affioramenti di queste formazioni si possono trovare nella parte settentrionale del parco e in alcuni luoghi sul bordo dell'altopiano. Tra questi vi sono il Conglomerato della Boat Mesa, risalente all'Oligocene o al Miocene e spesso da 20 a 30 m, e la Formazione del fiume Sevier, risalente dal Pliocene al primo Pleistocene. La Boat Mesa è fatta per la maggior parte di conglomerati con quantità minori di arenaria e calcare dei laghi, che rappresentano depositi alluvionali di torrenti e di golene. L'arenaria grigio-brunastra e i ciottoli della Formazione del fiume Sevier furono deposti nelle valli che facevano parte del sistema idrografico del fiume Sevier.
Intorno a 15 Ma al tempo del Miocene, le forze tensionali in Nevada ad ovest erano così grandi che la crosta si distese sottile, creando la Provincia di Basin and Range. Queste stesse forze segmentarono quella che ora è la parte occidentale dell'Altopiano del Colorado in nove diversi altopiani più piccoli, compreso il Paunsaugunt a cavallo del quale poggia il parco. faglie normali, lunghe, con orientamento nord-sud furono o create nuovamente o riattivate da faglie più vecchie preesistenti; un altopiano sorse su un lato di ciascuna faglia, mentre le valli sprofondarono sull'altro quando la crosta fu estesa in direzione est-ovest. Due di queste faglie delimitano l'Altopiano di Paunsaugunt; quella di Sevier ad ovest e quella di Paunsaugunt ad est. Il movimento lungo queste due faglie ha spostato la Formazione di Claron di 600 m rispetto alle valli di Paria e Sevier.
La Faglia di Hurricane segna il margine ovest dell'Altopiano di Markagunt ed è il confine topografico tra le province di Basin and Range e quella degli Altopiani del Colorado. Il Monumento nazionale di Cedar Breaks, che condivide quasi la stessa geologia esposte e le caratteristiche erosive del Parco nazionale del Bryce Canyon, poggia sul lato ovest del Markagunt.
L'intero Altopiano del Colorado iniziò poi a sollevarsi da vicino al livello del mare a oltre un chilometro di altezza. Una teoria alternativa è che l'orogenesi laramide abbia sollevato quelli che sono oggi il Basin e Range e l'Altopiano del Colorado e che le forze tensionali che formarono il Basin and Range abbiano poi fatto sprofondare quella regione rispetto all'Altopiano del Colorado. Qualunque sia stato l'ordine degli eventi, la regione dei Grandi Altopiani dell'Altopiano del Colorado era ormai quasi completa.

### Drenaggio ed erosione moderni
Il drenaggio dell'Altopiano del Colorado fu alterato significativamente dall'apertura del Golfo di California. La formazione di fosse tettoniche (rifting) squarciò la Penisola della Bassa California in direzione nordovest dal continente messicano a cominciare all'incirca da 10 a 5 Ma. Il fiume Colorado ancestrale rispose alla depressione tellurica regionale prendendo una scorciatoia verso il mare scorrendo nel nuovo golfo. Ciò diminuì significativamente la distanza dalle sorgenti del fiume e dal suo delta rispetto al mare. L'acqua nel Colorado e nei suoi affluenti si mosse di conseguenza più velocemente e scavò più in profondità, creando la topografia delle terre dei canyon.
La formazione del Grand Canyon approssimativamente ad opera della corrente profonda del fiume Colorado entro 1,2 Ma fece sì che i suoi affluenti scavassero ancora più in profondità. L'erosione regressiva di uno di quegli affluenti, il fiume Paria, erose in direzione nord-nordovest verso quello che è ora il Paria Amphitheater. Il fiume prese un percorso grosso modo parallelo alla e ad est della Faglia di Paunsaugunt. L'erosione a causa della neve e della pioggia che cadono direttamente sul bordo che guarda a est dell'Altopiano di Paunsaugunt forma burroni che si ampliano in alcove e anfiteatri, mentre l'erosione differenziale e l'incuneamento del gelo creano i camini delle fate (hoodoos). I torrenti sull'altopiano non contribuiscono alla formazione di alcove o anfiteatri perché scorrono via dal bordo. L'erosione continua in questo modo ancora oggi.

## Formazione deglihoodosnel Bryce Canyon
Il Pink Member della Formazione di Claron è in gran parte composta di calcare facilmente eroso e relativamente morbido. Quando la pioggia si combina con il biossido di carbonio forma una soluzione debole di acido carbonico. Questo acido aiuta a dissolvere lentamente il calcare nella Formazione di Claron grano per grano. È questo processo di disgregazione chimica che arrotonda i margini dei camini delle fate (hoodoos) e dà loro i caratteristici profili pieni di protuberanze e rigonfiamenti.
In inverno, la neve che si scioglie si infiltra nelle fessure e nelle giunzioni e di notte congela. La forza del ghiaccio che si espande aiuta a erodere la roccia della Formazione di Claron. Oltre 200 di questi cicli congelamento/disgelo avvengono ogni anno nel Bryce Canyon. Il ghiaccio che si incunea sfrutta e amplia i piani di giunzione quasi verticali che dividono il Pink Member della Formazione di Claron.
Gli strati interni di pelite, conglomerato e siltite interrompono orizzontalmente il calcare. Questi strati sono più resistenti all'attacco dell'acido carbonico e possono perciò agire come corona protettiva di alette, finestre e camini delle fate. Molti dei camini più duraturi sono coronati da un tipo di calcare ricco di magnesio chiamato dolomite. La dolomite si dissolve ad una velocità molto più lenta, e conseguentemente protegge il più debole calcare sottostante.
Tuttavia, gli stessi processi che creano i camini delle fate alla fine li distruggeranno anche. Nel caso del Bryce Canyon, la velocità di erosione degli hoodoos è di 0,6–1,3 m ogni 100 anni. Poiché il canyon continua a erodersi ad ovest, alla fine catturerà (forse fra 3 milioni di anni) il bacino idrografico del ramo orientale del fiume Sevier. Una volta che questo fiume scorrerà attraverso il Bryce Amphitheater dominerà il modello erosivo, sostituendo i camini delle fate con un canyon a V e con pareti dei dirupi ripide tipiche dei modelli meteorici ed erosivi creati dai fiumi. Una prefigurazione di questo si può osservare nel Water Canyon mentre si percorre il Sentiero di Mossy Cave. Un canale di deviazione occupa una porzione del ramo orientale del fiume Sevier attraverso questa sezione del parco da oltre 100 anni.